# Жоржиньо Сесилиано
Жорже Сесилиано (порт.-браз. Jorge Ceciliano; 30 мая 1924, Рио-де-Жанейро — неизвестно), более известный как Жоржиньо Сесилиано (порт.-браз. Jorginho Ceciliano) или просто Жоржиньо — бразильский футболист, нападающий.

## Карьера
Жоржиньо Сесилиано всю карьеру провёл в одном клубе — «Америке» из Рио-де-Жанейро, где выступал с 1943 по 1955 год, по другим данным с 1940 по 1955 год. С этой командой он трижды, в 1950, 1954 и 1955 годах, завоевал серебряные медали чемпионата штата Рио-де-Жанейро и дважды, в 1945 и 1947 годах, бронзовые медали.
В составе сборной Бразилии Жоржиньо поехал в 1945 году на чемпионат Южной Америки. 21 января он дебютировал в составе команды на этом турнире в матче с Колумбией (3:1). В нём форвард забил первый во встрече гол, а по ходу игры был заменён на Веве. Второй матч, с Боливией (2:0), Жоржиньо сыграл полностью. Далее он пропустил две игры, выйдя лишь во встрече с Эквадором (9:2) на замену вместо Тезоуриньи. Эти матчи стали единственными для Жоржиньо в форме национальной команды.

## Международная статистика
| Матчи Жоржиньо Сесилиано за сборную Бразилии | Матчи Жоржиньо Сесилиано за сборную Бразилии | Матчи Жоржиньо Сесилиано за сборную Бразилии | Матчи Жоржиньо Сесилиано за сборную Бразилии | Матчи Жоржиньо Сесилиано за сборную Бразилии | Матчи Жоржиньо Сесилиано за сборную Бразилии | Матчи Жоржиньо Сесилиано за сборную Бразилии |
| -------------------------------------------- | -------------------------------------------- | -------------------------------------------- | -------------------------------------------- | -------------------------------------------- | -------------------------------------------- | -------------------------------------------- |
| №                                            | Дата                                         | Место проведения                             | Оппонент                                     | Счёт                                         | Пропущ. голы                                 | Турнир                                       |
| 1                                            | 18 января 1945                               | Сантьяго                                     | Колумбия                                     | 3:0                                          | 1                                            | Чемпионат Южной Америки                      |
| 2                                            | 28 января 1945                               | Сантьяго                                     | Боливия                                      | 2:0                                          | —                                            | Чемпионат Южной Америки                      |
| 3                                            | 28 января 1945                               | Сантьяго                                     | Эквадор                                      | 9:2                                          | —                                            | Чемпионат Южной Америки                      |

## Достижения
- Победитель турнира Начала чемпионата Рио-де-Жанейро: 1949